# Knattemossa
Knattemossa (Gyroweisia tenuis) är en bladmossart som beskrevs av W. P. Schimper 1876. Knattemossa ingår i släktet Gyroweisia och familjen Pottiaceae. Enligt den finländska rödlistan är arten nationellt utdöd i Finland. Enligt den svenska rödlistan är arten sårbar i Sverige. Arten förekommer i Götaland, Gotland och Öland. Artens livsmiljö är byggnader. Inga underarter finns listade i Catalogue of Life.